# Wieża ciśnień przy ulicy Starowiejskiej w Raciborzu
Wieża ciśnień przy ulicy Starowiejskiej – nieużywana wieża ciśnień w Raciborzu, znajdująca się przy ulicy Starowiejskiej. Zaprojektowano ją w 1926 roku, a wybudowano w latach 1933–36 kosztem 240 tys. marek. Do użytku została oddana jeszcze w trakcie budowy, w roku 1935.

## Charakterystyka
Projekt budowli opracował w 1926 roku miejski radca budowlany Wucherpfennig wraz z  architektami Tschanterem i Stromskym. Budowę rozpoczęto w 1933 roku, do 1934 roku wzniesiono część konstrukcyjną, a w latach 1935–36 przeprowadzono prace wykończeniowe. Wieża została uruchomiona jeszcze przed zakończeniem budowy, w 1935 roku. Jej koszt wyniósł 240 tys. marek, a kolejne 170 tys. pochłonęła budowa trzykilometrowego rurociągu o średnicy 40 cm do zakładu wodociągów. Część potrzebnych funduszy pochodziło z dotacji rządu niemieckiego na stworzenie nowych miejsc pracy. Wieża miała zaspokoić rosnące potrzeby miasta, którym nie potrafiła sprostać wieża ciśnień przy obecnej ulicy 1 Maja. Okazało się jednak, iż wytwarza zbyt wysokie ciśnienie, co powodowało awarie sieci wodociągowych i dlatego zastosowano ją tylko do zaopatrywania wyżej położonych Ocic, pozostałą zaś część miasta obsługiwała nadal stara wieża ciśnień. Nazywano ją wieżą nadgraniczną (niem. Der Grenzlandturm).
Wieża usytuowana jest na wzniesieniu leżącym 216 m n.p.m., a jej wysokość wynosi 37 m. Ściany budowli, wybudowanej na rzucie podobnym kształtem do podkowy o wymiarach 12x24 m są murowano-żelbetowe, a płaski dach oraz stropy wykonane z samego żelbetu. Posiada ona dwa żelbetowe zbiorniki na wodę o łącznej pojemności 1200 m³ (po 600 m³ każdy), uzbrojone w przewody doprowadzające o łącznej długości 46 m i średnicy 400 mm oraz przewód poborczy i przelewowy o średnicy 500 mm i łącznej długości 76 m. Wieża została również wyposażona w mieszkania dla rodzin pracowników. Z zewnątrz obłożona jest cegłą klinkierową pozyskaną z Baborowa. Na szczycie powiewała flaga III Rzeszy, a w górnej części elewacji umieszczony był wielkimi literami napis Deutschland Deutschland über alles oraz godło III Rzeszy, zdemontowane po II wojnie światowej. Kubatura obiektu wynosi 9177 m³.
Wieży, która nie spełniała dostatecznie swoich pierwotnych celów, znaleziono nowe przeznaczenie, jako miejsca faszystowskiej propagandy. Na parterze mieściło się miejsce kultu nieznanego żołnierza. W obłożonych marmurem ścianach znajdowały się czary ogniowe i podłużne okna z niebieskimi witrażami oraz tabliczkami z nazwiskami zasłużonych bojówkarzy, m.in. Alberta Leo Schlagetera. Na niewielkim podwyższeniu umieszczono oświetlony sarkofag z napisem Sie starben für uns (tł. Zginęli za nas). Wokół rozwieszono flagi ze swastykami. W budynku, na trzech piętrach znajdował się ośrodek szkoleniowy dla 50 osób z sypialniami oraz salami wykładowymi, było także zaplecze kuchenne i socjalne. W przededniu II wojny światowej wieża służyła jako punkt obserwacyjny.
Po wojnie polskie władze zrezygnowały z przywrócenia jej do normalnego użytku, również ze względu na zbyt wysokie ciśnienie, jakie wytwarzała. Dziś znajduje się w niej jeden z zakładów produkcyjnych oraz pomieszczenia biurowe producenta słodyczy, firmy Mieszko. Swego czasu swoją siedzibę miało w niej również Radio Vanessa.

## Linki
- Wieża ciśnień w Raciborzu - historia - zasada działania